# Popestar
Popestar è il secondo EP del gruppo heavy metal svedese Ghost, prodotto da Tom Dalgety e pubblicato il 16 settembre 2016 dalla Loma Vista Recordings. L'album è stato anticipato dal singolo Square Hammer, pubblicato il 12 settembre 2016.

## Tracce
1. Square Hammer – 3:59
2. Nocturnal Me (Echo & the Bunnymen cover) – 5:13
3. I Believe (Simian Mobile Disco cover) – 4:06
4. Missionary Man (Eurythmics cover) – 3:42
5. Bible (Imperiet cover) – 6:34

## Formazione
- Papa Emeritus III − voce
- Nameless Ghoul  - chitarra solista
- Nameless Ghoul  - chitarra ritmica
- Nameless Ghoul  - basso
- Nameless Ghoul  - tastiere
- Nameless Ghoul  - batteria

Ospiti
- Fia Kempe – coro in Missionary Man e Bible
- Brian Reed – armonica in Missionary Man

## Classifica
| Classifica (2016) | Posizione massima |
| ----------------- | ----------------- |
| Nuova Zelanda     | 7                 |
| Svezia            | 3                 |